# نوروود (آرکانزاس)
نوروود (به انگلیسی: Norwood) یک منطقهٔ مسکونی در ایالات متحده آمریکا است که در شهرستان بنتون، آرکانزاس واقع شده‌است. نوروود ۳۵۵ متر بالاتر از سطح دریا واقع شده‌است.